# Ali A.K.A. Mind
Ali A.K.A. Mind, de son vrai nom Ali Rey Montoya (né le 4 février 1982 à Bogota), est un rappeur colombien.

## Biographie
Ali commence sa carrière en 2004 dans la ville de Bogota en tant que MC et producteur indépendant. Il décide de former le groupe Capital Special avec Addy-S, avec lequel il publie la démo auto-éditée El arte de la calle. En 2006, il quitte la Colombie et présente la même année son premier album solo, le single Vivimos en guerra. En 2008, il présente son premier album en tant qu'artiste solo intitulé Rap conciencia, une œuvre à fort contenu de conscience sociale qui compile sa vision d'une Amérique latine culturellement diversifiée. Cet album comprend des collaborations avec des artistes des États-Unis, de Colombie, d'Argentine, d'Équateur et du Salvador. 
En 2010, il présente un nouveau single avec un clip vidéo intitulé Sigo en la mía avec DJ Akrylik, en 2011 il sort un nouveau clip vidéo intitulé Señor papel tous deux réalisés par Victory productions et sous la direction de Fabricio Martín. En 2012, il sort son deuxième album intitulé Palabras del Alma, une œuvre pleine de poésie et de paroles dédiées à ses racines, cette œuvre a comme single promotionnel la chanson intitulée Hoy quiero confesarles. Le clip du morceau est filmé à Buenos Aires, en Argentine, sous la direction de Javier Espitia - Malpelo Films.
En juillet 2017, il sort le clip d'animation Nada más, recevant des critiques très positives de la part de la presse colombienne, cette chanson est choisie au sein des 20 morceaux alternatifs colombiens de 2017 pour Caracol TV, elle est également sélectionnée au sein des 50 meilleures chansons colombiennes de 2017 pour Revista Shock, elle est choisie comme l'une des 25 headbangers du rap colombien en 2017 pour Red Bull Colombia et comme chanson de l'année pour la webradio Emitc La Salle.
Ali sort trois singles accompagnés de leurs clips au cours de l'année 2017, Siempre recuerdos avec Gera XM du Mexique et Norick du Pérou. Un autre Pa Mi Cuenta qui comporte un clip enregistré entièrement à New York sous la direction d'Ali et sous la production de Maind Producciones cette chanson atteint la 4e place de la liste Radiónica Top 25 de la radio publique. Le troisième single sorti est Invadiendo los proyectos avec ATA du groupe La Etnnia, le clip de ce morceau est enregistré à Manhattan et à Bogota sous la direction d'Ali et la production de Maind Producciones et de 24 Studios. Cette vidéo est choisie comme l'une des « 10 meilleurs clips de 2017 » pour la chaîne de télévision publique Canal Trece.
Ali est nommé aux premiers prix hip-hop colombiens Premios Zona 57 dans les catégories « meilleur artiste solo », « meilleur clip » avec Nada más, « meilleur morceau » avec Otra pa mi cuenta, et « meilleur album » avec Sobreviviente. Il reçoit finalement le prix du « meilleur album ».
En décembre 2017, il donne à Bogota ce qu'il appelle « un show largo », un concert jamais présenté au public dans lequel il chante des succès de tous ses albums et inclut la participation d'artistes tels que Lianna et Doctor Krápula. Le même mois, il est choisi comme l'artiste no 1 des 25 artistes de 2017 pour la station de radio publique Radiónica 99.1 FM Web.

## Discographie
- 2008 : Rap conciencia
- 2012 : Palabras del alma
- 2014 : Mestizo
- 2016 : Sobreviviente
- 2018 : Universos Mixtape
- 2019 : Grandes Éxitos: 15 años de carrera musical
- 2020 : Bombas Inéditas Mixtape
- 2021 : Manjit 1